# Græsmølle
En græsmølle er betegnelse for en vandmølle, som kun blev anvendt i vinterperioden. Derfor anvendes i visse områder betegnelsen vintermølle om disse græsmøller. 
I ældre tid var landet oversået med små lokale græsmøller, der ofte lå på steder, hvor der var bakker til begge sider og et blot jævnt fald nedad strømmen og ikke en tilstrækkelig vandmængde til at forsyne både jordbrug og mølledrift. De blev betegnet græsmøller, fordi vandet i dyrkningssæsonen ikke blev opstemmet, men i stedet blev anvendt til landbrug og græsningsformål. Om foråret og i sommerperioden var mølledammen og møllervænget tørlagt, og der voksede græs på arealet indtil høslæt, dvs. til alt korn og hø var høstet.

## Græsmøller eller vintermøller
Mølleperioden i de gamle fæstebreve var som oftest indskrænket til de 6 måneder fra 28. september – 25. marts. Så kørte vandmøllen om efteråret og lidt hen på vinteren. Møllernes brugere og kunder indfandt sig efter høst i den takt de blev færdige med at slå kornene af negene hjemme på loens lerstampede gulv.
Græsmølleriet var begrænset til en bestemt tid på året i henhold til lokale retningslinjer, og generelt blev driften standset den 25. marts for at undgå skader og ulemper for op- eller nedstrøms lodsejere. Såfremt der var behov for at få malet kort i forårs- og sommerhalvåret måtte det foregå på håndkværn eller på hestemøller, og det begrænsede ofte arbejdet til maling af mindre portioner.
Næsten samtlige græsmøller er i dag nedlagt, ofret for senere tiders krav om en større produktionskapacitet, som kom med vindmøllerne, men mølledæmninger og gamle historiske udskiftningskort viser ofte, hvor de har ligget. 
Mange græsmøller var underfalds- eller strømmøller, som kunne løbe selv for en lille bækkegang ved opstemning af vand. Ofte kunne der ligge indtil flere møller ved en sådan bæk, se fx Ødis Mølle og Ventthe Mølle.

## Opstemmerens ansvar
Efter Kong Christian den 5.'s Danske Lov (DL) af 1683 5-11-2 kunne driftsperioden udstrækkes helt indtil den 1. maj, for så vidt vandet (ikke) kunne gøre skade. DL 1683 5-11-2: ”Hvo som haver Vinter- eller Græs Mølle, hand skal optage stigbord den første Maji, og ej sette det neder igjen, før end alt Høe og Korn er inde af den Stæd eller derhos, så vit Vandet kand skade gjøre.” 
Opstemningen af vandet var i øvrigt forbundet med ansvar over for nedenstrøms eller opstrøms lodsejere (afgrødeskader). Nogle møller fik handlet opstemningsrettighederne af, således at lodsejerne betalte dem for at slippe for opstemningen af vandet, hvorefter møllerne lukkede. I dag er enhver opstemning af vand uden vandløbsmyndighedens godkendelse forbudt efter Vandløbsloven.